# Света Параскева (Лехово)
Вижте пояснителната страница за други значения на Света Параскева.
„Света Параскева“ (на гръцки: Ἱερός Ναός Ἁγίας Παρασκευῆς) е православна църква в костурското село Лехово, Егейска Македония, Гърция. Храмът е част от Костурската епархия.
Църквата е построена на мястото на по-стар храм, изписан в XVII век. Новият храм започва да се строи в 1946 година и е завършен в 1948 година, когато Лехово е изселено от гръцката армия.